# Chrysler Building
A Chrysler Building egy art déco stílusú felhőkarcoló New Yorkban, Manhattan keleti oldalán, a 42. utca és a Lexington Avenue találkozásánál. 318,9 méteres magasságával jelenleg – a One World Trade Center, az Empire State Building és a Bank of America Tower után, holtversenyben a New York Times Buildinggel New York City tizenegyedik legmagasabb épülete. 1928 szeptemberében kezdték építeni, 1930-as átadása után tizenegy hónapig birtokolta „a világ legmagasabb épülete” címet, és mindmáig a legmagasabb téglaépület a Földön, bár rendelkezik egy belső acélvázzal.

## Története
Az épület homlokzatának dekoratív elrendezése és a belső tér kialakítása nagyrészt geometriai.
Walter P. Chrysler kérésére (aki az épületet megrendelte) rozsdamentes acélból készült, autóra utaló szimbólumokat alkalmaztak díszítőelemként (mint például egy autó hűtősapkája), amik például a torony alapjának hátuljánál a beugró frízeken és az épület más részein jelennek meg.
A kiugró sarkok hiánya és a lesimított megjelenés az 1920-as évek modernizmusára volt jellemző.
Az 1980-as évek elején nagyobb mértékű restaurálást végeztek rajta.